# Davey Boy Smith
David "Davey" Boy Smith (27. listopadu 1962 – 18. května 2002) byl britský profesionální wrestler, znám jako (The) British Bulldog. Nejvíce ho proslavilo jeho účinkování v Stampede Wrestling, World Wrestling Federation (WWF) a World Championship Wrestling (WCW). WWE (dříve WWF) označila Smitha jako "jednoho z nejvíce fyzických wrestlerů v historii WWE".
Smith měl úspěšnou kariéru jak týmu, tak i samostatně. Ve WWE držel každý dostupný titul kromě WWF šampionátu. V Anglii ho trénoval Ted Betley a po přestěhování do Calgary v Albertě (Kanada) se tréninku ujal Stu Hart. Se svou ženou Dianou, dcerou Stua, měl dvě děti; Harryho (* 2. srpna 1985) a Georgiu (* 26. září 1987). S Dianou se oženil v roce 1984 a rozvedl roku 2000.
Příčinou jeho smrti byl infarkt, který utrpěl na dovolené v Britské Kolumbii se svou přítelkyní, Andreou Hartovou. Bylo mu 39 let. Jeho smrt údajně způsobilo užívání steroidů.

## Šampionáty a ocenění
- All Japan Pro Wrestling
  - Vítěz lednové bitvy 2 Korakuen Hall v těžké váze (1989)
- Pro Wrestling Illustrated
  - PWI Zápas roku (1992) vs. Bret Hart na Summerslamu
  - 15. místo v žebříčku 500 nejlepších wrestlerů PWI 500 v roce 1993
  - 5. místo v žebříčku 100 nejlepších týmů PWI Years v roce 2003 s Dynamite Kid
  - 53. místo v žebříčku 500 nejlepších wrestlerů PWI Years v roce 2003
- Stampede Wrestling
  - NWA Stampede mezinárodní šampionát mezi týmy (Kanadská verze) (2krát) - s Brucem Hartem
  - Stampede britský společenský šampionát ve středně těžké váze (1krát)
  - Stampede Wrestling mezinárodní šampionát mezi týmy (2krát) - s Dynamite Kid
  - Stampede severoamerický šampionát v těžké váze (2krát)
  - Stampede světový šampionát ve středně těžké váze (1krát)
  - Stampede Wrestling Síň slávy
- World Wide Wrestling Alliance
  - WWWA mezinárodní šampionát (1krát)
- World Wrestling Federation
  - WWF evropský šampionát (2krát)
  - WWF hardcore šampionát (2krát)
  - WWF mezinárodní šampionát (1krát)
  - WWF světový šampionát mezi týmy (2krát) - s Dynamite Kid (1) a s Owenem Hartem (1)
  - Vítěz Battle Royal a Royal Albert Hall
- Wrestling Observer Newsletter
  - Nejlepší wrestlingový chvat (1984) Power clean dropkick
  - Feud roku (1997) s Owenem Hartem, Jimem Neidhartem,Brianem Pillmanem a Bretem Hartem proti Stone Cold Steve Austinovi
  - Tým roku (1985) s Dynamite Kidem